# Guêpier arc-en-ciel
Merops ornatus
Pour les articles homonymes, voir Arc-en-ciel (homonymie).
Espèce
Statut de conservation UICN

 LC  : Préoccupation mineure
Le Guêpier arc-en-ciel (Merops ornatus) est une espèce d'oiseau appartenant à la famille des Meropidae. C'est la seule espèce de Meropidae rencontrée en Australie.

## Description

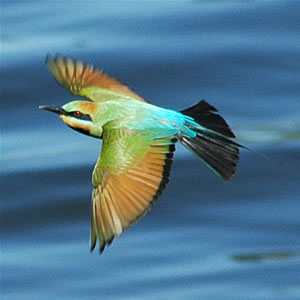
Guêpier arc-en-ciel.

Ce sont des oiseaux aux couleurs brillantes qui peuvent mesurer de 20 à 27 cm de longueur, y compris les plumes de la queue, qui peut atteindre 7 cm. La partie supérieure du dos et les ailes sont de couleur verte, le bas du dos et le dessous de la queue sont bleu vif. Le dessous des ailes et les rémiges primaires sont rouges avec l'extrémité noire, la queue est noire à violet foncé. Les deux rectrices médianes sont plus longues que les autres, et sont plus longues chez la femelle que chez le mâle. La couronne de la tête, le ventre, la poitrine et la gorge sont jaune pâle. Cet oiseau a une bavette noire ainsi qu'une bande noire au niveau des yeux rouges,.

## Répartition et habitat
Les guêpiers, de la famille des Meropidae, sont des oiseaux dit de l'ancien monde, ou de l'hémisphère de l'est. Dans cette famille, le guêpier arc-en-ciel, Merops ornatus, est la seule espèce vivant en Australie, bien qu'on puisse aussi la trouver ailleurs.
C'est une espèce commune qu'on peut trouver au cours de l'été dans les zones non boisées de la plus grande partie du sud de l'Australie et de la Tasmanie, mais elle est de plus en plus rare dans les parcs suburbains. Elle migre vers le nord pendant l'hiver allant dans le nord de l'Australie, la Nouvelle-Guinée, certaines des îles du sud de l'Indonésie, aux îles Salomon et au Timor-Oriental. L'espèce peut aussi errer à Taïwan, aux Palaos et au Japon (Îles Ryūkyū),. On la trouve dans les milieux terrestres et d'eau douce : dans la forêt, la savanne, en zone humide, en zone rurale et urbaine,, sur une superficie d'environ 6 000 000 km2.

## Comportement
Comme tous les guêpiers, ce sont des oiseaux très sociables. Quand ils ne sont pas en période de reproduction, ils passent la nuit ensemble, en grands groupes, dans les sous-bois denses ou les grands arbres.
Il s'agit d'une espèce migratoire, qui se déplace par groupes d'environ 500 individus. Lors des périodes de reproduction elle peut être solitaire ou former plusieurs nids à proximité,.